# یواس‌اس راشر (اس‌اس-۲۶۹)
یواس‌اس راشر (اس‌اس-۲۶۹) (به انگلیسی: USS Rasher (SS-269)) یک زیردریایی بود که طول آن ۳۱۱ فوت ۹ اینچ (۹۵٫۰۲ متر) بود. این زیردریایی در سال ۱۹۴۲ ساخته شد.